# Museo de Clásicos de la Universidad Nacional Australiana
El Museo de Clásicos de la Universidad Nacional Australiana es un pequeño museo en Canberra. Se estableció en la Universidad Nacional Australiana (ANU) en 1962 como una ayuda didáctica sobre los antiguos mundos griego y romano para los estudiantes de la región de Canberra.

## Historia
El Museo de Clásicos de ANU fue fundado en 1962 por Dick Johnson, profesor de Clásicos de ANU. Según un artículo de 2011 en The Canberra Times, Johnson estableció el museo «para que los estudiantes de Canberra pudieran aprender sobre objetos antiguos griegos y romanos». El museo se encuentra en el vestíbulo del edificio AD Hope en el campus principal de la ANU en Canberra desde la década de 1970. En 1985 se fundó el grupo de Amigos del Museo de Clásicos ANU. En 2004, el museo tenía una colección de alrededor de 600 objetos, incluidos varios prestados por coleccionistas privados y agencias gubernamentales. Se informó que su único curador no tenía un presupuesto regular. 

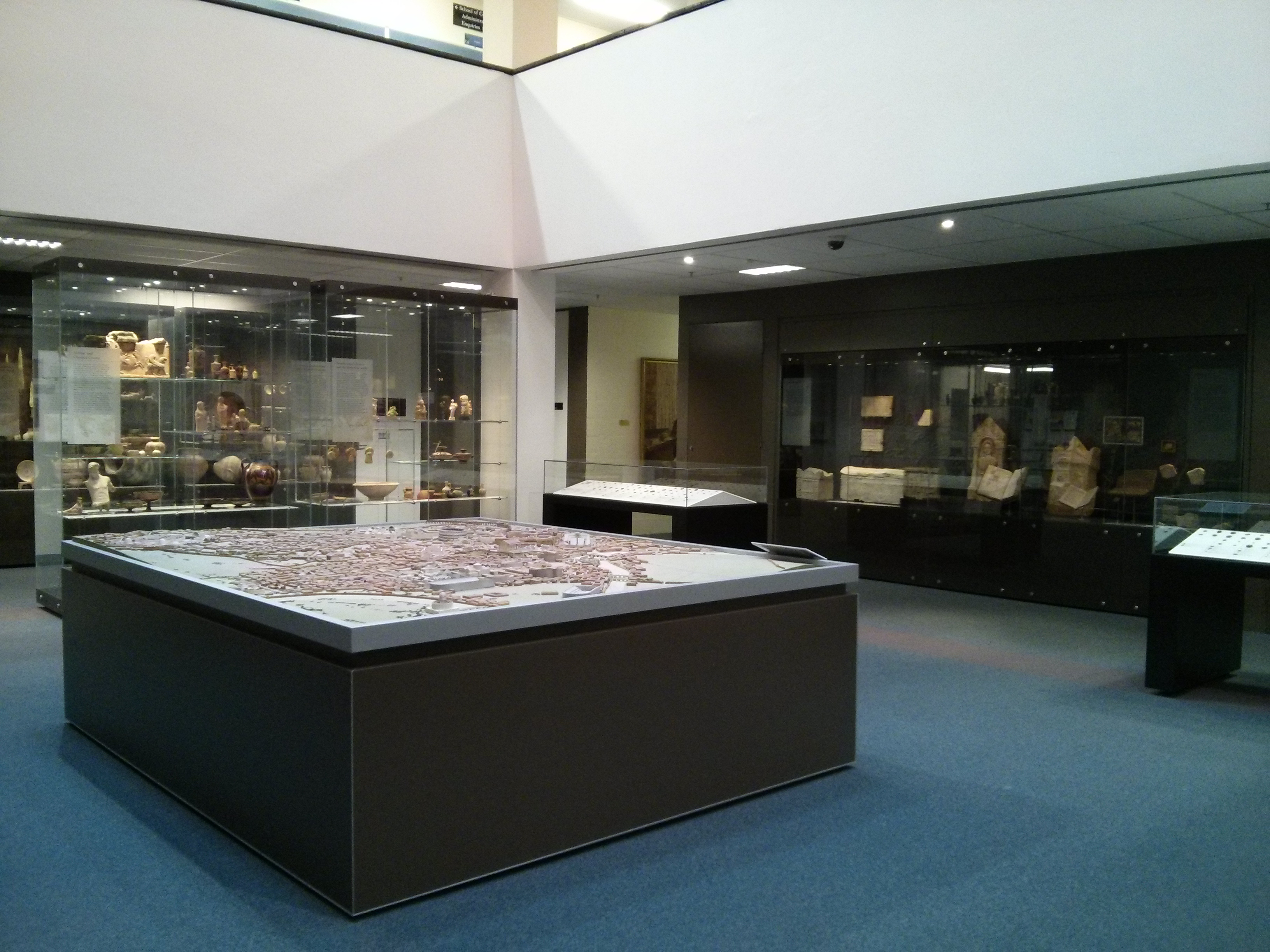
El interior del museo en 2013

El 9 de diciembre de 2004 se descubrió que se habían robado cinco artículos de una vitrina en el Museo. Si bien los ladrones habían forzado la apertura del gabinete, se informó que no había evidencia de que hubieran irrumpido en el edificio AD Hope. El más valioso de los objetos que se llevaron fue una cabeza de bronce que había sido propiedad del emperador romano Augusto. Esta escultura pudo haber representado a la esposa de Augustus, Livia. En el momento del robo, los sistemas de seguridad del museo se limitaban a mantener la colección en gabinetes cerrados con llave y patrullas ocasionales por parte de los guardias de seguridad de la ANU. Todos los elementos de la colección también habían sido catalogados y fotografiados. Después del robo, el Decano de la Facultad de Artes de la ANU y un comerciante de arte con sede en Sídney especularon que los artículos podrían haber sido robados para cumplir con un pedido realizado por un coleccionista extranjero. 
Una importante remodelación del museo durante 2010 incluyó nuevas vitrinas, leyendas y paneles interpretativos de artículos, así como una iluminación mejorada. Fue reabierto el 25 de agosto por el canciller de la ANU, Gareth Evans. En octubre de 2010, la profesora emérita Beryl Rawson, que había trabajado en la ANU durante 45 años, incluso como profesora de Clásicos de 1989 a 1998, dejó un legado de 400 000 dólares al Fondo de Dotación de Clásicos de ANU para apoyar la asistencia curatorial en el museo y para financiar otros actividades en el Programa de Historia Antigua y Clásicos de la ANU.
El museo sigue sirviendo como museo de enseñanza. Los estudiantes de ANU inscritos en materias de historia antigua e historia del arte tienen permitido manejar los 650 artículos de la colección. El museo también está abierto al público durante la semana. Se pueden organizar visitas guiadas.